# Associazione Calcio Monopoli 1978-1979
Questa pagina raccoglie le informazioni riguardanti l'Associazione Calcio Monopoli nelle competizioni ufficiali della stagione 1978-1979.

## Rosa
| N. |                   | Ruolo | Calciatore          |
| -- | ----------------- | ----- | ------------------- |
|    | Italia (bandiera) | D     | Paolo Agabitini     |
|    | Italia (bandiera) | A     | Carmelo Barbieri    |
|    | Italia (bandiera) | D     | Fabrizio Boninsegni |
|    | Italia (bandiera) | D     | Michelangelo Bufo   |
|    | Italia (bandiera) | C     | Pasquale Cariola    |
|    | Italia (bandiera) | A     | Riccardo Di Giulio  |
|    | Italia (bandiera) | D     | Vincenzo Esposito   |
|    | Italia (bandiera) | C     | Paolo Gallizia      |
|    | Italia (bandiera) | P     | Giovanni Iachini    |
|    | Italia (bandiera) | C     | Leonardo Lenoci     |
|    | Italia (bandiera) | C     | Raffaele Lippo      |

| N. |                   | Ruolo | Calciatore           |
| -- | ----------------- | ----- | -------------------- |
|    | Italia (bandiera) | D     | Pasquale Loseto      |
|    | Italia (bandiera) | C     | Giovanni Manari      |
|    | Italia (bandiera) | P     | Walter Marciello     |
|    | Italia (bandiera) | D     | Filomeno Mastronardi |
|    | Italia (bandiera) | C     | Giuseppe Pastorelli  |
|    | Italia (bandiera) | C     | Daniele Pedrini      |
|    | Italia (bandiera) | A     | Tonino Pica          |
|    | Italia (bandiera) | C     | Giacomo Pinto        |
|    | Italia (bandiera) | A     | Paolo Savini         |
|    | Italia (bandiera) | D     | Cesare Valeri        |

## Risultati

### Campionato

#### Girone di andata
| 1º ottobre 1978 1ª giornata | Vis Pesaro | 0 – 0 | Monopoli |  |

| 8 ottobre 1978 2ª giornata | Monopoli | 0 – 0 | Lanciano |  |

| 15 ottobre 1978 3ª giornata | Osimana | 1 – 0 | Monopoli |  |

| 22 ottobre 1978 4ª giornata | Monopoli | 3 – 1 | Gallipoli |  |

| 29 ottobre 1978 5ª giornata | Monopoli | 1 – 1 | Brindisi |  |

| 5 novembre 1978 6ª giornata | Riccione | 1 – 1 | Monopoli |  |

| 12 novembre 1978 7ª giornata | Monopoli | 1 – 0 | Avezzano |  |

| 19 novembre 1978 8ª giornata | Frosinone | 1 – 1 | Monopoli |  |

| 26 novembre 1978 9ª giornata | Monopoli | 1 – 1 | Giulianova |  |

| 3 dicembre 1978 10ª giornata | Francavilla | 1 – 1 | Monopoli |  |

| 10 dicembre 1978 11ª giornata | Monopoli | 0 – 1 | Fano |  |

| 17 dicembre 1978 12ª giornata | Anconitana | 1 – 1 | Monopoli |  |

| 30 dicembre 1978 13ª giornata | Monopoli | 0 – 0 | Civitanovese |  |

| 7 gennaio 1979 14ª giornata | Monopoli | 2 – 0 | Pro Vasto |  |

| 14 gennaio 1979 15ª giornata | Banco di Roma | 3 – 0 | Monopoli |  |

| 21 gennaio 1979 16ª giornata | Formia | 0 – 0 | Monopoli |  |

| 28 gennaio 1979 17ª giornata | Monopoli | 0 – 1 | LVPA Frascati |  |

#### Girone di ritorno
| 4 febbraio 1979 18ª giornata | Monopoli | 0 – 0 | Vis Pesaro |  |

| 11 febbraio 1979 19ª giornata | Lanciano | 1 – 0 | Monopoli |  |

| 18 febbraio 1979 20ª giornata | Monopoli | 1 – 1 | Osimana |  |

| 25 febbraio 1979 21ª giornata | Virtus Gallipoli | 1 – 2 | Monopoli |  |

| 4 marzo 1979 22ª giornata | Brindisi | 2 – 1 | Monopoli |  |

| 11 marzo 1979 23ª giornata | Monopoli | 1 – 1 | Riccione |  |

| 25 marzo 1979 24ª giornata | Avezzano | 2 – 1 | Monopoli |  |

| 1º aprile 1979 25ª giornata | Monopoli | 2 – 1 | Frosinone |  |

| 8 aprile 1979 26ª giornata | Giulianova | 2 – 0 | Monopoli |  |

| 23 aprile 1979 27ª giornata | Monopoli | 0 – 0 | Francavilla |  |

| 29 aprile 1979 28ª giornata | Fano | 2 – 0 | Monopoli |  |

| 6 maggio 1979 29ª giornata | Monopoli | 2 – 1 | Anconitana |  |

| 13 maggio 1979 30ª giornata | Civitanovese | 0 – 0 | Monopoli |  |

| 20 maggio 1979 31ª giornata | Pro Vasto | 2 – 0 | Monopoli |  |

| 27 maggio 1979 32ª giornata | Monopoli | 3 – 1 | Banco di Roma |  |

| 3 giugno 1979 33ª giornata | Monopoli | 1 – 0 | Formia |  |

| 9 giugno 1979 34ª giornata | LVPA Frascati | 2 – 0 | Monopoli |  |